# Zottiger Klappertopf
Der Zottige Klappertopf (Rhinanthus alectorolophus) ist eine Pflanzenart, die zur Familie der Sommerwurzgewächse (Orobanchaceae) gehört.

## Beschreibung und Ökologie

### Vegetative Merkmale
Wie alle Vertreter der Gattung Rhinanthus ist auch der Zottige Klappertopf ein einjähriger Halbparasit. Im Gegensatz zu Vollparasiten ist er zu einer eingeschränkten Photosynthese in der Lage und bezieht ergänzend Wasser und Nährstoffe aus den Wurzeln verschiedener Süßgräser und krautiger Pflanzen.
Der Zottige Klappertopf wächst als einjährige krautige Pflanze und erreicht Wuchshöhen von 10 bis 80 Zentimetern. Seine Hauptwurzel ist dünn und locker verzweigt. Die aufrechten Stängel wachsen je nach Blütezeit einfach oder verzweigt. Im Frühsommer blühende Unterarten besitzen oft unverzweigte Stängel, während für Herbstrassen eine starke Verzweigung des Stängels typisch ist. Botanisch bezeichnet man dies Phänomen als Saisondimorphismus. Die Stängel sind im oberen Bereich dicht abstehend behaart, aber nicht schwarz gestrichelt.
Die gegenständig angeordneten Laubblätter sind sitzend. Die einfache Blattspreite ist eilanzettlich bis eiförmig und der Blattrand ist flach scharf gesägt.

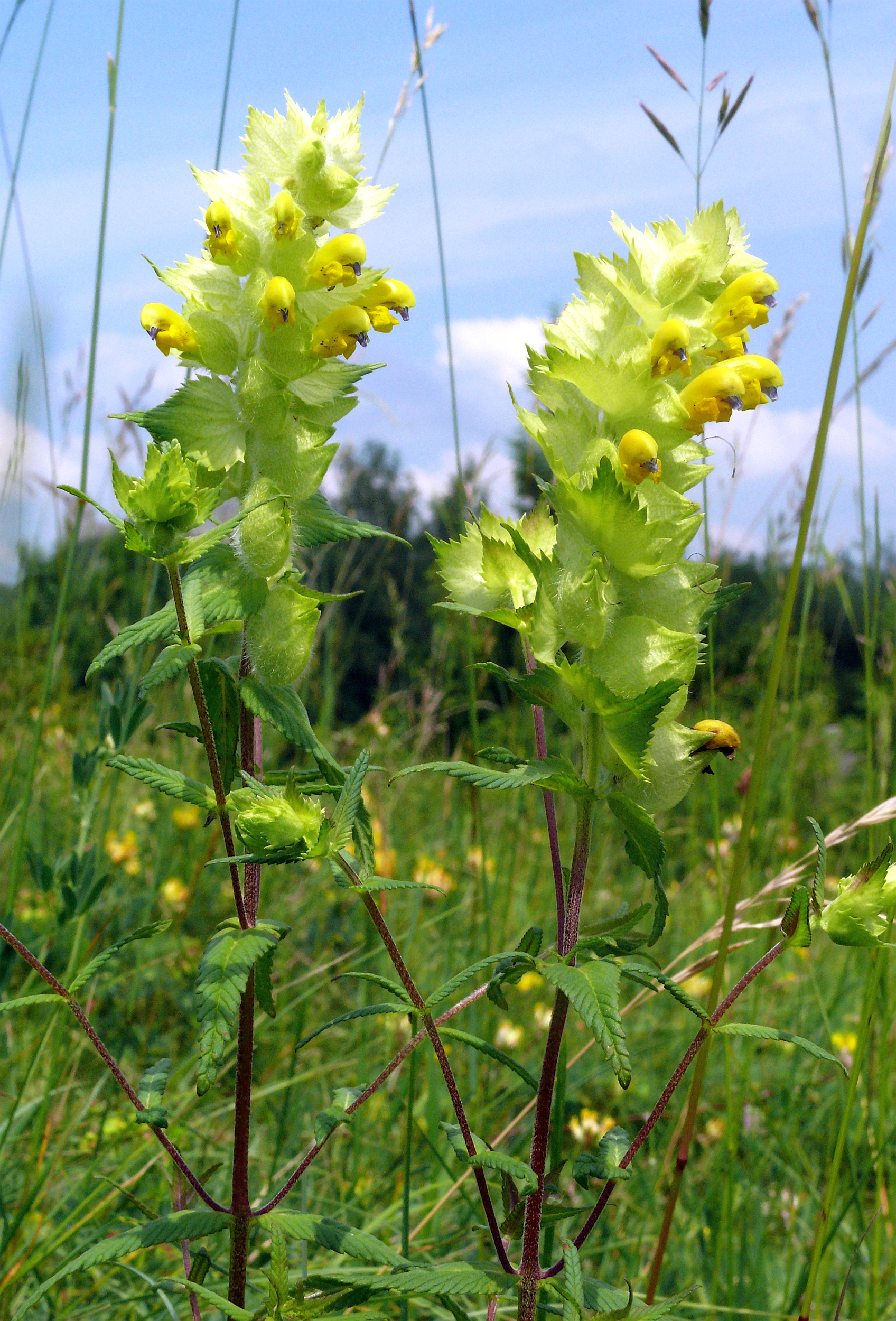
Zottiger Klappertopf (Rhinanthus alectorolophus)

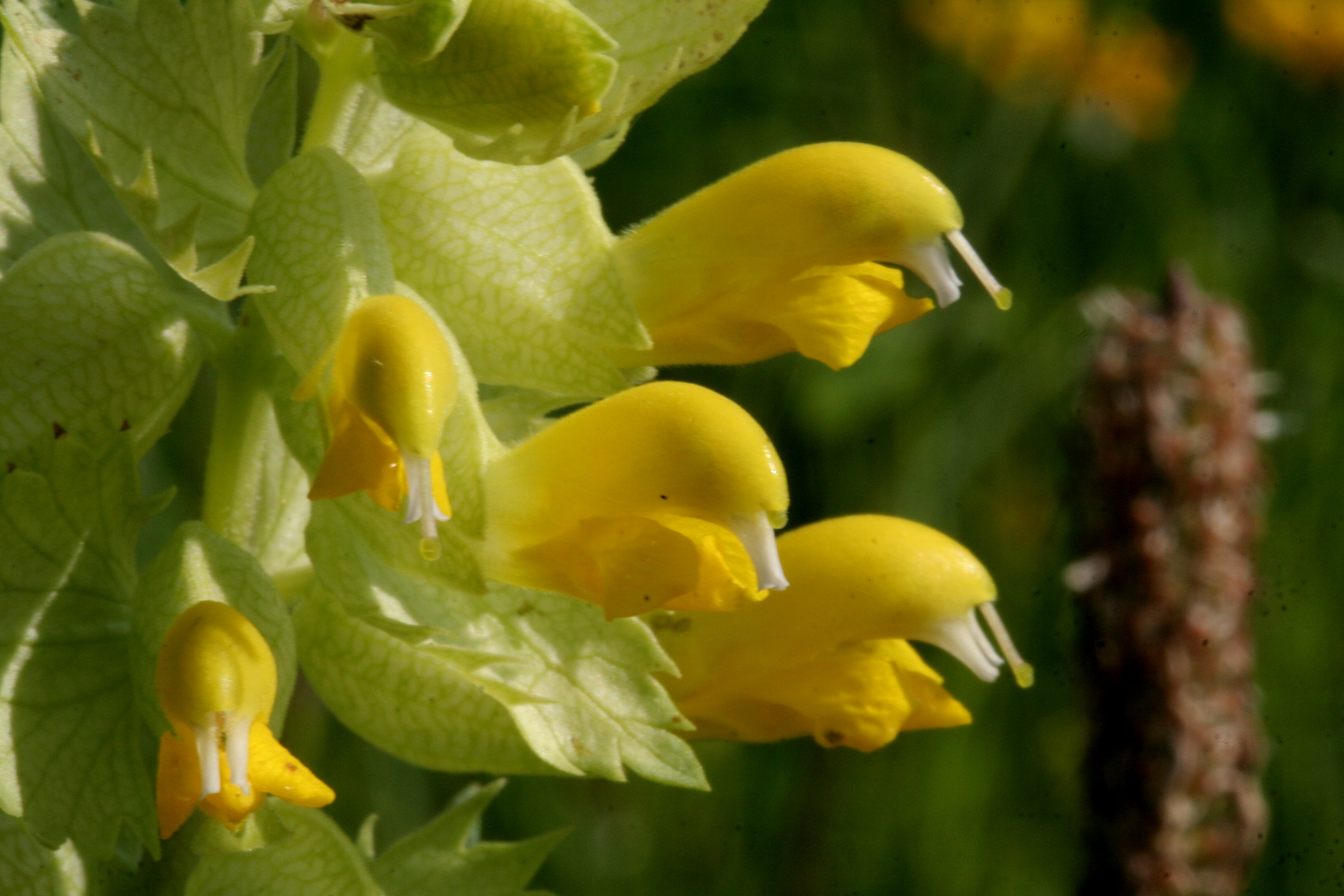
Ausschnitt eines Blütenstandes mit zygomorphen Blüten im Detail

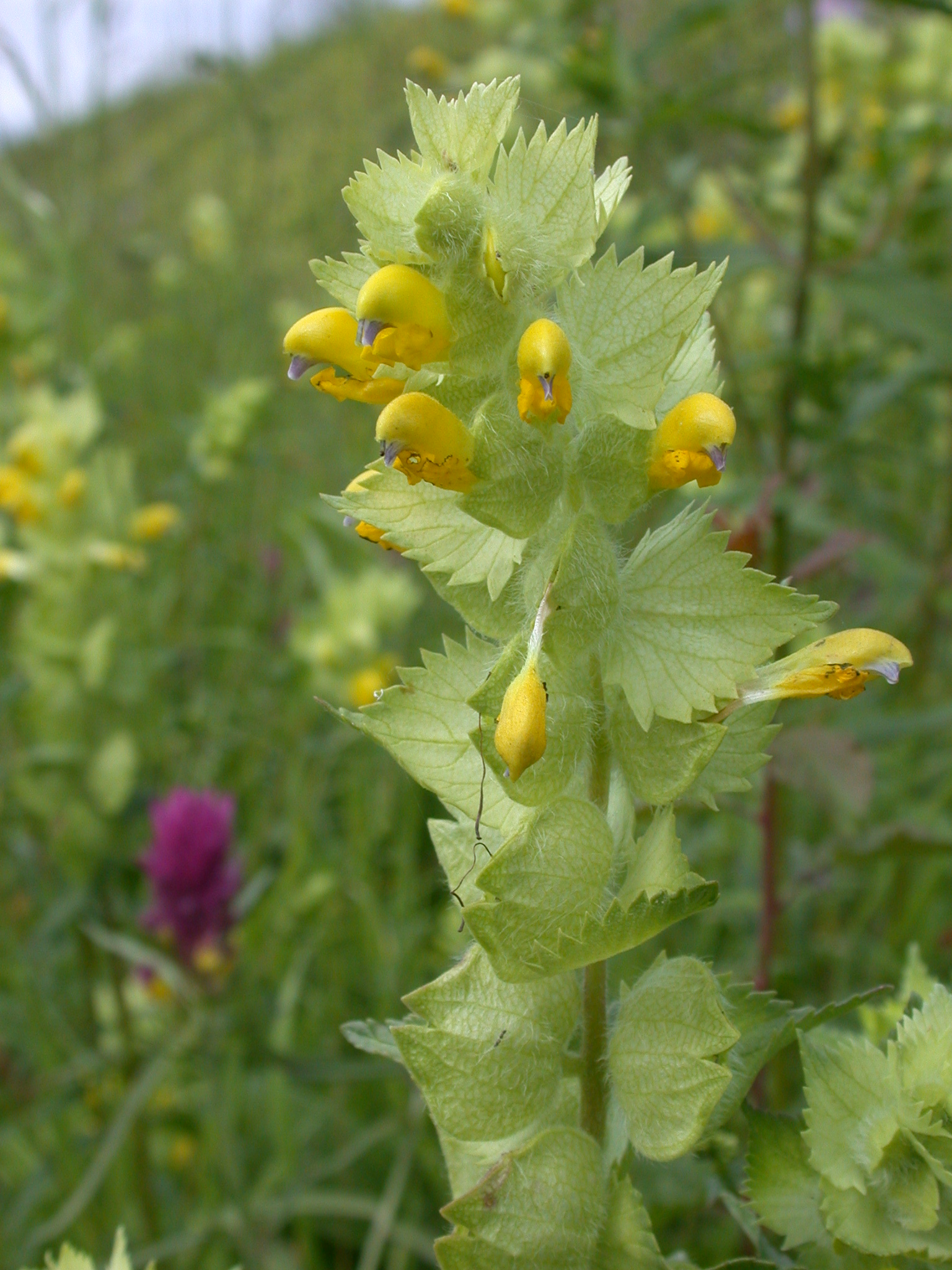
Rhinanthus alectorolophus subsp. buccalis

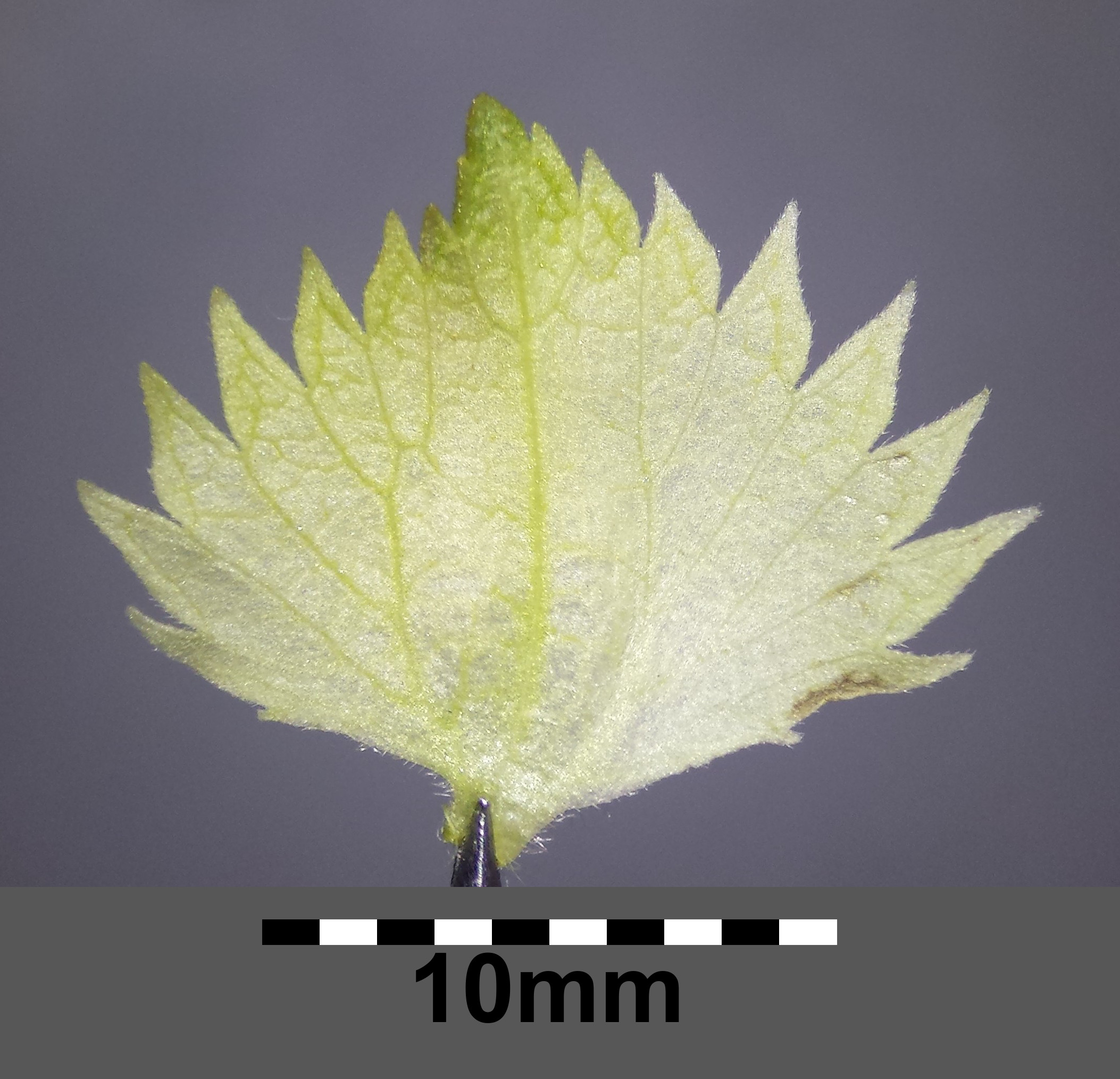
Deckblatt mit untereinander ungefähr gleich großen Zähnen.

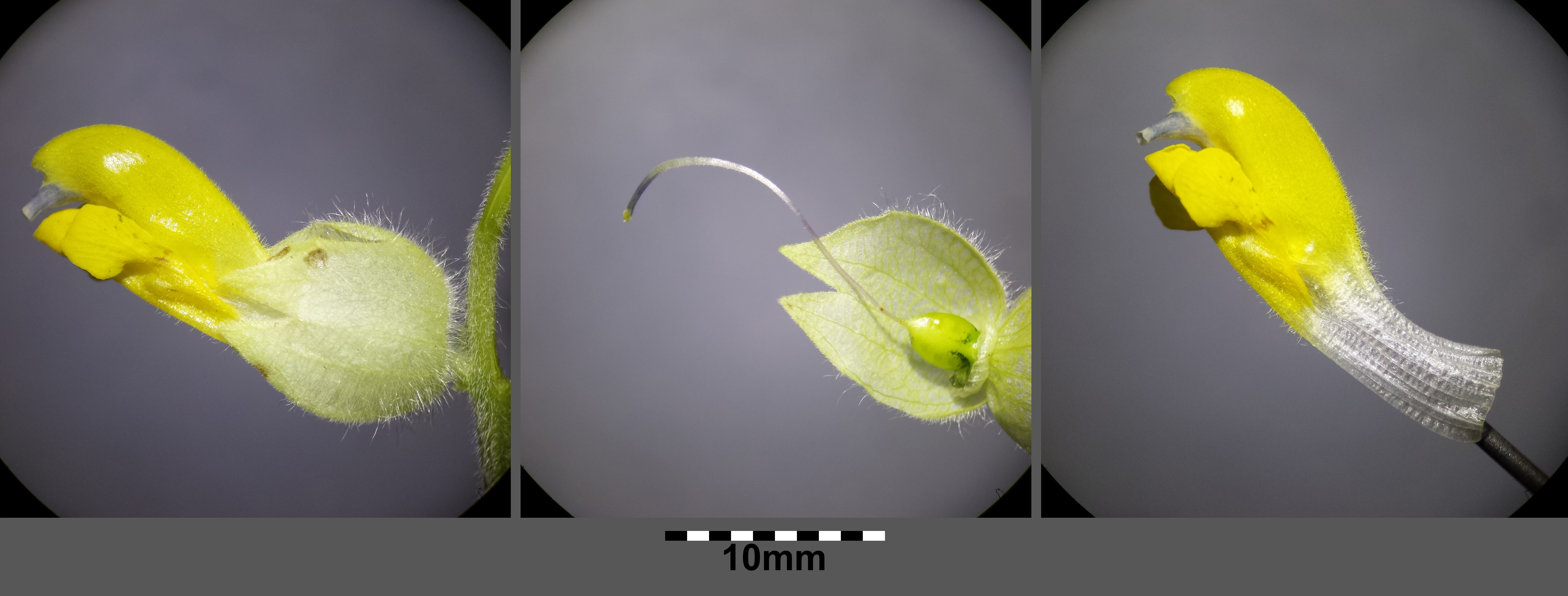
Blüte, rechts Krone abgenommen. Die Kronröhre ist nach oben gekrümmt.

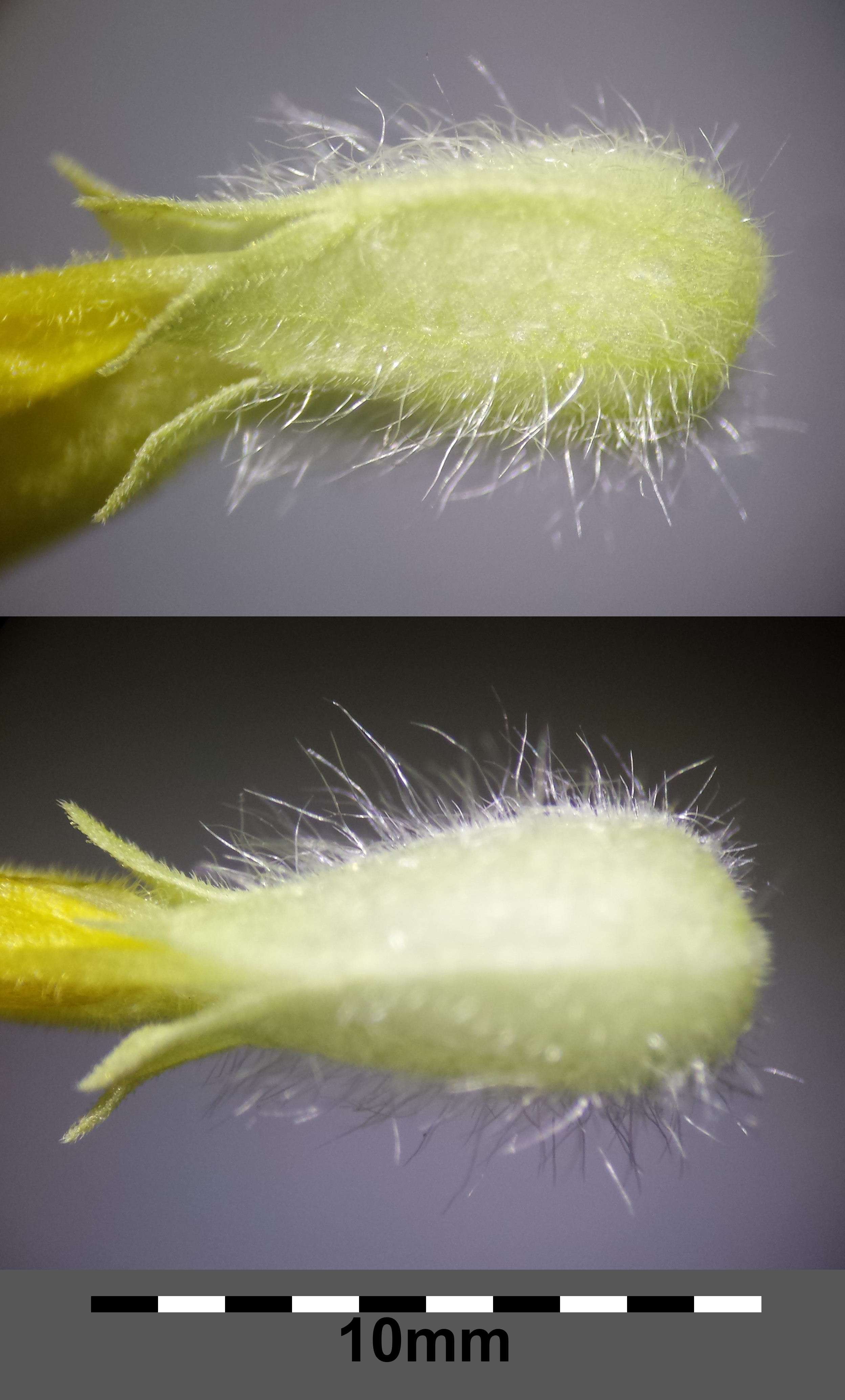
Der Kelch ist außen dicht drüsenlos behaart.

### Generative Merkmale
Die Blütezeit reicht von Mai bis September. Die Blüten stehen in einer endständigen Traube über dreieckigen, gleichmäßig gezähnten und zottig behaarten Tragblättern. Die zwittrigen Blüten sind zygomorph mit doppelter Blütenhülle. Der etwa 1 Zentimeter lange Kelch ist gelblichweiß und seine Außenseite ist dicht zottig behaart. Auffällig sind die vier großen Kelchzipfel, die den Kelch etwa in der Mitte der Blütenkrone abschließen. Die zitronengelbe Krone ist bis zu 2 Zentimeter lang. Sie bildet eine helmförmig gebogene Oberlippe und eine dreizipfelige Unterlippe aus. Die Oberlippe besitzt charakteristische Saftmale, zwei kleine violette Zähnchen, die den langrüsseligen Bestäubern den Weg zum Nektar am Blütengrund weisen. Oberlippe und Unterlippe liegen sehr eng aneinander an und gehen in die etwa 10 mm lange, schwach gekrümmte Kronröhre über. Der oberständige, ovale Fruchtknoten ist in zwei Fächer unterteilt. Dank des langen Griffels übergipfelt die Narbe die Kronröhre. Die vier Staubblätter mit nicht bespitzten Staubbeuteln sitzen der Kronröhre an. Sie sind von außen nicht sichtbar, sondern verbergen sich unterhalb der Oberlippe im Inneren des Schlunds. Da Ober- und Unterlippe so eng aneinanderliegen, bleibt der Schlundeingang geschlossen. Nur langrüsselige Insekten, wie Hummeln, Bienen oder Falter können über den Blüteneingang den süßen Nektar erreichen und die Bestäubung durchführen. Kurzrüsselige Bienen und Hummeln treten bisweilen als Nektarräuber in Erscheinung. Sie beißen sich von außen über Kelch und Kronröhre zur Nektarquelle durch. Eine Bestäubung findet hier nicht statt. Ob neben der Insektenbestäubung auch Selbstbestäubung zum Fruchtansatz führt, ist in der Diskussion.
Es werden wenigsamige Kapselfrüchte gebildet. Die Samen sind breit geflügelt. Die Ausbreitung der Samen kann über Stoßausbreitung, Windausbreitung und den Menschen, zum Beispiel durch Ackerbau, erfolgen.
Die Chromosomenzahl beträgt 2n = 22.

## Vorkommen

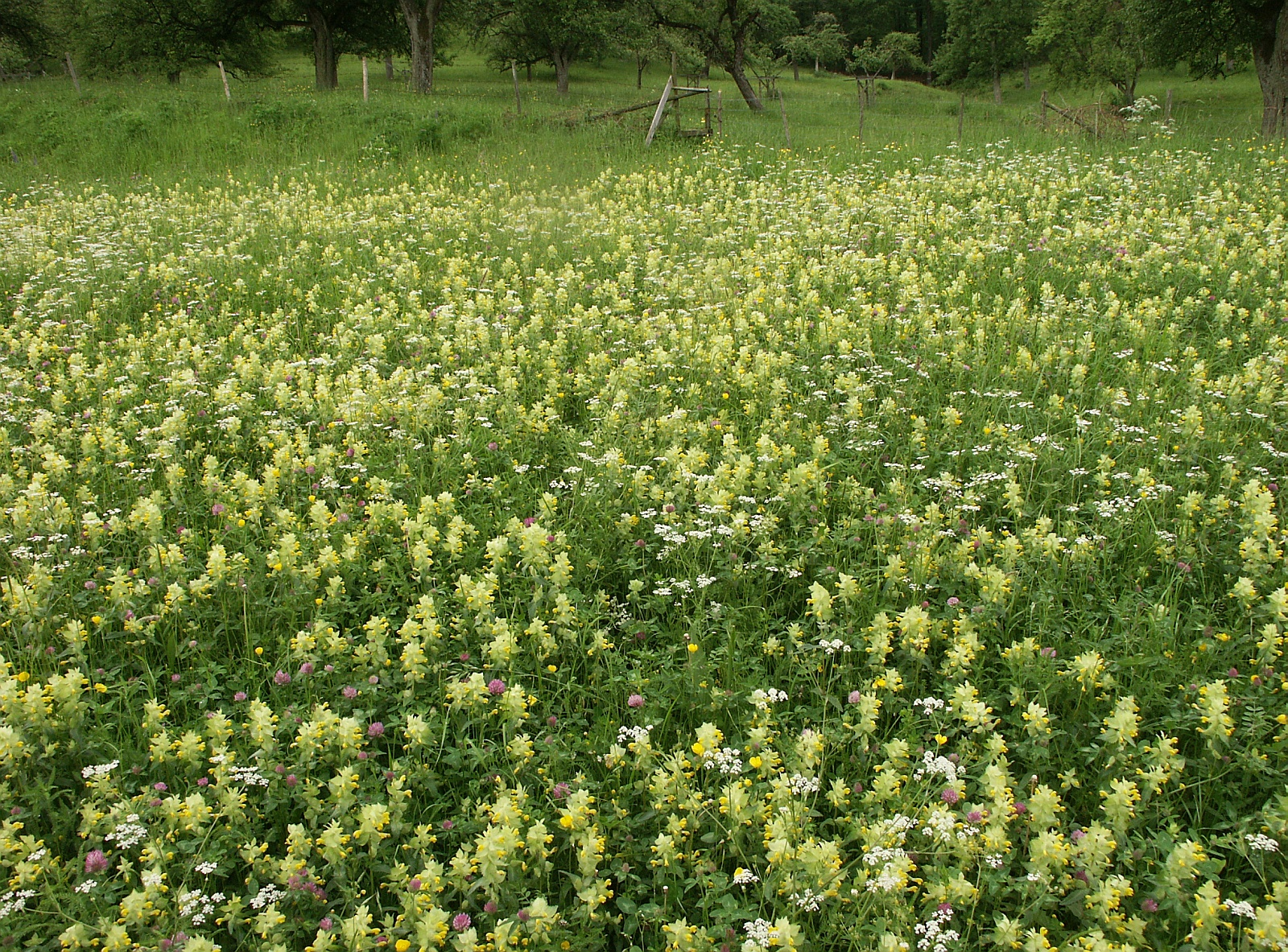
Wiese mit Zottigem Klappertopf im Schwäbisch-Fränkischen Wald

Der Zottige Klappertopf ist fast in ganz Europa verbreitet. Er hat eine submeridional-montane bis subtemperate Verbreitung im ozeanisch geprägten Eurasien. Er ist in Deutschland verbreitet, fehlt jedoch im Norden Deutschlands. Die Grenze verläuft ungefähr auf der Linie südliche Niederlande – Düsseldorf – Göttingen – Leipzig – Görlitz.
Er wächst in Tal- und Gebirgs-Wiesen, auf Magerrasen, in Getreidefeldern und mäßig frischen Fettwiesen. Er gedeiht am besten auf frischen, nährstoffreichen und eher kalkhaltigen Böden. Er kommt in Mitteleuropa in Gesellschaften der Ordnung Arrhenatheretalia vor.
Er kommt von der submontanen bis zur montanen Höhenstufe vor, kann aber auch höher, bis in Höhenlagen von 2300 Metern steigen. In den Allgäuer Alpen steigt er am Höfats-Gufel in Bayern bis zu einer Höhenlage von 2000 Metern auf.
Weder in der Schweiz noch in Österreich gilt der Zottige Klappertopf als gefährdet.

## Systematik
Die Erstveröffentlichung erfolgte 1772 unter dem Namen (Basionym) Mimulus alectorolophus durch Giovanni Antonio Scopoli. Die Neukombination zu Rhinanthus alectorolophus wurde 1777 durch Johann Adam Pollich veröffentlicht. Bei manchen Autoren ist Rhinanthus alectorolophus (Scop.) Pollich ein Synonym von Rhinanthus major L.
Bei der Art Rhinanthus alectorolophus werden bei manchen Autoren mehrere Unterarten unterschieden, bei anderen Autoren sind es eigene Arten:
- Gewöhnlicher Zottiger Klappertopf (Rhinanthus alectorolophus (Scop.) Pollich subsp. alectorolophus), weit verbreitet.[8]
- Südalpen-Klappertopf (Rhinanthus alectorolophus subsp. freynii (von Sterneck) Hartl; Syn.: Rhinanthus freynii (von Sterneck) Fiori), in Kärnten, Salzburg, Südtirol[8]
- Gähnender Zottiger Klappertopf (Rhinanthus alectorolophus subsp. facchinii (Chab.) Soó; Syn.: Rhinanthus facchinii Chabert): In Südtirol, taxonomischer Wert zweifelhaft.[8] Nach K. Marhold wird sie als Synonym zu Rhinanthus alectorolophus subsp. alectorolophus gestellt.[10]
- Rhinanthus alectorolophus subsp. aschersonianus (M.Schulze) Hartl (Syn.: Rhinanthus aschersonianus (M. Schulze) Soó) : Sie kommt in Deutschland vor.[10]
- Rhinanthus alectorolophus subsp. buccalis (Wallr.) Schinz & Thell. (Syn.: Rhinanthus buccalis Wallr.): Sie kommt in Polen, Tschechien und in der Slowakei vor.[10]
- Rhinanthus alectorolophus subsp. ellipticus (Hausskn.) O.Schwarz (Syn.: Rhinanthus ellipticus (Hausskn.) Schinz & Thell.) Nach K. Marhold wird sie als Synonym zu Rhinanthus alectorolophus (Scop.) Pollich gestellt.[10]